# Tyrrhenus Labyrinthus
Il Tyrrhenus Labyrinthus è una struttura geologica della superficie di Marte.